# Kourtney Edwards
Kourtney Edwards (* 19. Februar 1987 in Haltom City) ist eine ehemalige US-amerikanische Volleyballspielerin.

## Karriere
Edwards begann ihre Karriere an der Haltom High School. Von 2005 bis 2009 spielte sie im Team der Texas Christian University. Später ging sie nach Finnland, wo sie bei Pieksämäki Volley aktiv war. 2011 verpflichtete der deutsche Bundesligist Köpenicker SC die Mittelblockerin. Nach der Saison beendete sie ihre Volleyballkarriere und ging zurück in die USA.